# Sammy Adjei
Samuel "Sammy" Adjei (* 1. září 1980, Accra) je ghanský fotbalový brankář a reprezentant. Byl brankářskou jednotkou v ghanské fotbalové reprezentaci.
Izraelský klub FC Ašdod musel za něj zaplatit klubu Accra Hearts of Oak SC 150 000 dolarů dne 15. září 2005.[zdroj?]
Adjei byl jmenován náhradním brankářem na Mistrovství světa ve fotbale 2006 dne 13. května 2006. Vystoupil na turnaji jen jednou jako náhradník, když první brankář Richard Kingson odstoupil kvůli zranění. Dne 24. března 2007 byl v bráně na mezinárodním přátelském zápase proti Rakousku ve Štýrském Hradci. Byl však zraněn po střetu s rakouským útočníkem v prvním poločase a musel být odvezen do nemocnice. Pro změnu ho nahradil právě Richard Kingson. Adjei byl znovu povolán, aby se připojil k týmu jako brankářská dvojka pro Africký pohár národů 2008. Po tomto turnaji se rozhodl, že s reprezentační kariérou skončí.